# Status e conservazione dei tordi
La tabella di seguito riportata fornisce dettagli relativi alla frequenza di individui adulti, alle tendenze della popolazione e alle eventuali cause della diminuzione delle singole specie del genere Turdus, suddivise per zone ecologiche.
| Ecozona                              | Nome scientifico                   | Frequenza di individui adulti              | Tendenza della popolazione | Cause della diminuzione | Categoria nella Lista rossa IUCN |
| ------------------------------------ | ---------------------------------- | ------------------------------------------ | -------------------------- | --- | -------------------------------- |
| Ecozona paleartica (n. 19 specie)    | Turdus albocinctus                 | comune localmente                          | sconosciuta                | |                                  |
| Ecozona paleartica (n. 19 specie)    | Turdus atrogularis                 | 100.000 - 110.000                          | sconosciuta                | |                                  |
| Ecozona paleartica (n. 19 specie)    | Turdus cardis                      | abbastanza comune                          | sconosciuta                | |                                  |
| Ecozona paleartica (n. 19 specie)    | Turdus celaenops                   | 2.500 - 9.999                              | in diminuzione             | predazione dei nidi da donnola siberiana (alloctona), corvo beccogrosso e gatto domestico, degrado dell’habitat ed eruzioni vulcaniche. |                                  |
| Ecozona paleartica (n. 19 specie)    | Turdus chrysolaus                  | comune ad abbastanza raro                  | sconosciuta                | |                                  |
| Ecozona paleartica (n. 19 specie)    | Turdus eunomus                     | comune                                     | sconosciuta                | |                                  |
| Ecozona paleartica (n. 19 specie)    | Turdus feae                        | 2.500 - 9.999                              | in diminuzione             | distruzione e degrado dell'habitat: espansione delle attività agro-zootecniche e deforestazione.                                        |                                  |
| Ecozona paleartica (n. 19 specie)    | Turdus hortulorum                  | non quantificato                           | sconosciuta                | |                                  |
| Ecozona paleartica (n. 19 specie)    | Turdus iliacus                     | 98.000.000 - 151.000.000                   | in diminuzione             | abbassamento eccessivo delle temperature invernali.                                                                                     |                                  |
| Ecozona paleartica (n. 19 specie)    | Turdus kessleri                    | generalmente piuttosto raro                | stabile                    | |                                  |
| Ecozona paleartica (n. 19 specie)    | Turdus merula                      | 110.000.000 - 174.000.000                  | in aumento                 | |                                  |
| Ecozona paleartica (n. 19 specie)    | Turdus naumanni                    | abbastanza comune a comune                 | sconosciuta                | |                                  |
| Ecozona paleartica (n. 19 specie)    | Turdus obscurus                    | abbastanza comune a comune                 | sconosciuta                | |                                  |
| Ecozona paleartica (n. 19 specie)    | Turdus pallidus                    | non quantificato                           | sconosciuta                | |                                  |
| Ecozona paleartica (n. 19 specie)    | Turdus philomelos                  | 75.000.000 - 118.000.000                   | in aumento                 | |                                  |
| Ecozona paleartica (n. 19 specie)    | Turdus pilaris                     | 71.000.000 - 143.000.000                   | stabile                    | |                                  |
| Ecozona paleartica (n. 19 specie)    | Turdus ruficollis                  | non quantificato                           | sconosciuta                | |                                  |
| Ecozona paleartica (n. 19 specie)    | Turdus torquatus                   | 597.000 - 1.200.000                        | stabile                    | |                                  |
| Ecozona paleartica (n. 19 specie)    | Turdus viscivorus                  | 13.750.000 - 29.800.000                    | in diminuzione             | pressione venatoria (in Spagna), deforestazione (in Finlandia) e abbassamento delle temperature invernali (in Olanda).                  |                                  |
| Ecozona afrotropicale (n. 15 specie) | Turdus abyssinicus                 | generalmente comune e talvolta abbondante  | sconosciuta                | |                                  |
| Ecozona afrotropicale (n. 15 specie) | Turdus bewsheri                    | abbastanza comune a comune                 | in diminuzione             | distruzione e degrado dell'habitat. |                                  |
| Ecozona afrotropicale (n. 15 specie) | Turdus eremita                     | 1.500 - 7.000                              | stabile                    | predata dai ratti in passato, rimane vulnerabile.                                                                                       |                                  |
| Ecozona afrotropicale (n. 15 specie) | Turdus helleri                     | 930                                        | in diminuzione             | distruzione e degrado dell'habitat: espansione delle attività agro-zootecniche e deforestazione.                                        |                                  |
| Ecozona afrotropicale (n. 15 specie) | Turdus libonyana                   | comune a localmente non comune             | sconosciuta                | |                                  |
| Ecozona afrotropicale (n. 15 specie) | Turdus (Psophocichla) litsitsirupa | frequente a comune                         | sconosciuta                | |                                  |
| Ecozona afrotropicale (n. 15 specie) | Turdus ludoviciae                  | 6.000 - 15.000                             | in diminuzione             | distruzione e degrado dell'habitat: espansione delle attività agro-zootecniche e deforestazione.                                        |                                  |
| Ecozona afrotropicale (n. 15 specie) | Turdus menachensis                 | generalmente scarso                        | in diminuzione             | distruzione e degrado dell'habitat: espansione delle attività agro-zootecniche e deforestazione.                                        |                                  |
| Ecozona afrotropicale (n. 15 specie) | Turdus olivaceofuscus              | oltre 20.000                               | in diminuzione             | distruzione e degrado dell'habitat: espansione delle attività agro-zootecniche, deforestazione e attività venatoria                     |                                  |
| Ecozona afrotropicale (n. 15 specie) | Turdus olivaceus                   | generalmente comune e talvolta abbondante  | sconosciuta                | |                                  |
| Ecozona afrotropicale (n. 15 specie) | Turdus pelios                      | frequente a comune                         | sconosciuta                | |                                  |
| Ecozona afrotropicale (n. 15 specie) | Turdus roehli                      | generalmente comune e talvolta abbondante  | in diminuzione             | distruzione e degrado dell'habitat: espansione delle attività agro-zootecniche e deforestazione.                                        |                                  |
| Ecozona afrotropicale (n. 15 specie) | Turdus smithi                      | generalmente comune e talvolta abbondante  | sconosciuta                | |                                  |
| Ecozona afrotropicale (n. 15 specie) | Turdus tephronotus                 | comune a localmente comune                 | sconosciuta                | |                                  |
| Ecozona afrotropicale (n. 15 specie) | Turdus xanthorhynchus              | 50 - 249                                   | in diminuzione             | degrado dell'habitat: sviluppo dell’ecotourismo, pressione venatoria, predatori alloctoni (ratti) e deforestazione.                     |                                  |
| Ecozona indomalese (n. 9 specie)     | Turdus boulboul                    | non quantificato                           | in diminuzione             | distruzione e degrado dell'habitat. |                                  |
| Ecozona indomalese (n. 9 specie)     | Turdus dissimilis                  | comune a raro                              | in diminuzione             | distruzione e degrado dell'habitat. |                                  |
| Ecozona indomalese (n. 9 specie)     | Turdus mandarinus                  | popolazione estremamente grande            | stabile                    | |                                  |
| Ecozona indomalese (n. 9 specie)     | Turdus maximus                     | popolazione estremamente grande            | stabile                    | |                                  |
| Ecozona indomalese (n. 9 specie)     | Turdus mupinensis (Otocichla)      | non comune a comune localmente             | stabile                    | |                                  |
| Ecozona indomalese (n. 9 specie)     | Turdus niveiceps                   | 10.000 - 19.999                            | in diminuzione             | distruzione e degrado dell'habitat. |                                  |
| Ecozona indomalese (n. 9 specie)     | Turdus rubrocanus                  | non quantificato                           | sconosciuta                | |                                  |
| Ecozona indomalese (n. 9 specie)     | Turdus simillimus                  | non quantificato                           | stabile                    | |                                  |
| Ecozona indomalese (n. 9 specie)     | Turdus unicolor                    | comune negli Himalayas occidentali         | sconosciuta                | |                                  |
| Ecozona neartica (n. 1 specie)       | Turdus migratorius                 | popolazione estremamente grande            | in aumento                 | |                                  |
| Ecozona neotropicale (n. 39 specie)  | Turdus albicollis                  | abbastanza comune                          | stabile                    | |                                  |
| Ecozona neotropicale (n. 39 specie)  | Turdus amaurochalinus              | comune                                     | stabile                    | |                                  |
| Ecozona neotropicale (n. 39 specie)  | Turdus arthuri                     | non quantificato                           | stabile                    | |                                  |
| Ecozona neotropicale (n. 39 specie)  | Turdus assimilis                   | 500.000 - 4.999.999                        | in diminuzione             | distruzione e degrado dell'habitat. |                                  |
| Ecozona neotropicale (n. 39 specie)  | Turdus aurantius                   | abbastanza comune                          | stabile                    | |                                  |
| Ecozona neotropicale (n. 39 specie)  | Turdus chiguanco                   | non quantificato                           | stabile                    | |                                  |
| Ecozona neotropicale (n. 39 specie)  | Turdus falcklandii                 | comune                                     | stabile                    | |                                  |
| Ecozona neotropicale (n. 39 specie)  | Turdus flavipes                    | comune                                     | stabile                    | |                                  |
| Ecozona neotropicale (n. 39 specie)  | Turdus fulviventris                | non comune                                 | in diminuzione             | distruzione e degrado dell'habitat. |                                  |
| Ecozona neotropicale (n. 39 specie)  | Turdus fumigatus                   | abbastanza comune                          | in diminuzione             | distruzione e degrado dell'habitat. |                                  |
| Ecozona neotropicale (n. 39 specie)  | Turdus fuscater                    | comune                                     | stabile                    | |                                  |
| Ecozona neotropicale (n. 39 specie)  | Turdus grayi                       | popolazione estremamente grande            | in aumento                 | |                                  |
| Ecozona neotropicale (n. 39 specie)  | Turdus haplochrous                 | 6.000 - 15.000                             | in diminuzione             | distruzione e degrado dell'habitat: espansione delle attività agro-zootecniche e deforestazione.                                        |                                  |
| Ecozona neotropicale (n. 39 specie)  | Turdus hauxwelli                   | non comune ad abbastanza comune            | in diminuzione             | non disponibile |                                  |
| Ecozona neotropicale (n. 39 specie)  | Turdus ignobilis                   | non quantificato                           | stabile                    | |                                  |
| Ecozona neotropicale (n. 39 specie)  | Turdus infuscatus                  | meno di 50.000                             | in diminuzione             | distruzione e degrado dell'habitat. |                                  |
| Ecozona neotropicale (n. 39 specie)  | Turdus jamaicensis                 | abbastanza comune                          | in diminuzione             | distruzione e degrado dell'habitat |                                  |
| Ecozona neotropicale (n. 39 specie)  | Turdus lawrencii                   | non comune e distribuito a chiazze         | in diminuzione             | distruzione e degrado dell'habitat. |                                  |
| Ecozona neotropicale (n. 39 specie)  | Turdus leucomelas                  | comune                                     | stabile                    | |                                  |
| Ecozona neotropicale (n. 39 specie)  | Turdus leucops                     | abbastanza comune ma distribuito a macchie | in diminuzione             | distruzione e degrado dell'habitat. |                                  |
| Ecozona neotropicale (n. 39 specie)  | Turdus lherminieri                 |                                            | sconosciuta                | |                                  |
| Ecozona neotropicale (n. 39 specie)  | Turdus maculirostris               | non comune ad abbastanza comune            | stabile                    | |                                  |
| Ecozona neotropicale (n. 39 specie)  | Turdus maranonicus                 | abbastanza comune                          | in diminuzione             | distruzione e degrado dell'habitat |                                  |
| Ecozona neotropicale (n. 39 specie)  | Turdus nigrescens                  | abbastanza comune                          | in diminuzione             | distruzione e degrado dell'habitat. |                                  |
| Ecozona neotropicale (n. 39 specie)  | Turdus nigriceps                   | non quantificato                           | sconosciuta                | |                                  |
| Ecozona neotropicale (n. 39 specie)  | Turdus nudigenis                   | abbastanza comune                          | stabile                    | |                                  |
| Ecozona neotropicale (n. 39 specie)  | Turdus obsoletus                   | abbastanza comune                          | in diminuzione             | distruzione e degrado dell'habitat. |                                  |
| Ecozona neotropicale (n. 39 specie)  | Turdus olivater                    | comune                                     | in diminuzione             | distruzione e degrado dell'habitat. |                                  |
| Ecozona neotropicale (n. 39 specie)  | Turdus plebejus                    | popolazione molto grande                   | stabile                    | |                                  |
| Ecozona neotropicale (n. 39 specie)  | Turdus plumbeus                    | non quantificato                           | stabile                    | |                                  |
| Ecozona neotropicale (n. 39 specie)  | Turdus ravidus                     | estinto                                    |                            | distruzione e degrado dell'habitat. |                                  |
| Ecozona neotropicale (n. 39 specie)  | Turdus reevei                      | abbastanza comune                          | in diminuzione             | distruzione e degrado dell'habitat |                                  |
| Ecozona neotropicale (n. 39 specie)  | Turdus rufitorques                 | meno di 50.000                             | in diminuzione             | distruzione e degrado dell'habitat. |                                  |
| Ecozona neotropicale (n. 39 specie)  | Turdus rufiventris                 | comune                                     | stabile                    | |                                  |
| Ecozona neotropicale (n. 39 specie)  | Turdus rufopalliatus               | abbastanza comune a comune                 | stabile                    | |                                  |
| Ecozona neotropicale (n. 39 specie)  | Turdus sanchezorum                 | comune localmente                          | in diminuzione             | distruzione e degrado dell'habitat: espansione delle attività agro-zootecniche e deforestazione.                                        |                                  |
| Ecozona neotropicale (n. 39 specie)  | Turdus serranus                    | abbastanza comune                          | in diminuzione             | distruzione e degrado dell'habitat. |                                  |
| Ecozona neotropicale (n. 39 specie)  | Turdus subalaris                   | non quantificato                           | sconosciuta                | |                                  |
| Ecozona neotropicale (n. 39 specie)  | Turdus swalesi                     | 1.500 - 7.000                              | in diminuzione             | distruzione e degrado dell'habitat: deforestazione                                                                                      |                                  |
| Ecozona oceaniana (n. 1 specie)      | Turdus poliocephalus               | comune a raro                              | in diminuzione             | distruzione e degrado dell'habitat. |                                  |